# Jozef Čapkovič
Jozef Čapkovič (Pozsony, 1948. január 11. –) Európa-bajnok csehszlovák válogatott szlovák labdarúgó, középpályás. Ikertestvére Ján Čapkovič is labdarúgó. A sportsajtóban Čapkovič II néven ismert.

## Pályafutása

### Klubcsapatban
1967 és 1979 között szinte a teljes pályafutását a Slovan Bratislava csapatánál töltötte. 1977-ben volt egy rövid ideig a Dukla Praha játékosa. A pozsonyi klubbal három csehszlovák bajnoki címet és egy kupa győzelmet ért el az együttessel. Tagja volt az 1968–69-es idényben KEK-győztes csapatnak. 1979-ben fejezte be az aktív labdarúgást.

### A válogatottban
1974 és 1977 között 16 alkalommal szerepelt a csehszlovák válogatottban. Az 1976-os jugoszláviai Európa-bajnokságon aranyérmet nyert a válogatottal.

## Sikerei, díjai
Csehszlovákia
- Európa-bajnokság
  - Európa-bajnok: 1976, Jugoszlávia

 Slovan Bratislava
- Csehszlovák bajnokság
  - bajnok: 1969–70, 1973–74, 1974–75
- Csehszlovák kupa
  - győztes: 1974
- Kupagyőztesek Európa-kupája (KEK)
  - győztes: 1968–69